# Humberto Elgueta
Humberto Elgueta (ur. 10 września 1904, zm. 28 listopada 1976) – chilijski piłkarz grający na pozycji pomocnika.
Podczas kariery zawodniczej reprezentował barwy Santiago Wanderers. Był w składzie reprezentacji Chile na Copa América 1920, Copa América 1922 i mistrzostwa świata 1930.